# Szépek és gazdagok
A Szépek és gazdagok, angol címén Boys Over Flowers vagy Boys Before Flowers (koreai nyelven: 꽃보다 남자, magyaros átírással: Kkotpoda namdzsa) egy dél-koreai romantikus televíziós sorozat, melyet 2009-ben a dél-koreai KBS2 csatorna vetített. A sorozat a japán Hana jori dango című sódzso mangán alapszik. A mangát Japánban és Tajvanon is televízióra adaptálták.
A Boys Over Flowers az egyik legnépszerűbb koreai televíziós sorozat volt, világhírnevet szerzett a főszereplő I Minhonak és több televíziós díjat is elnyert.

## Történet
|  | Alább a cselekmény részletei következnek! |

A történet egy elit középiskolában játszódik, melyet a koreai csebol óriásvállalat, a Sinhwa Group tart fenn. A főszereplő Kum Dzsandi, egy szegény mosodás lánya. Egy nap épp mosott ruhát visz ki az elit iskola egyik diákjának, akit az iskola rettegett urai, az F4 parancsára a többiek összevernek. A fiú elkeseredésében le akar ugrani a tetőről, ám Dzsandi megmenti az életét. Ezzel nemzeti hőssé válik, az iskola elitista igazgatónőjének, a Sinhwa cég vezérigazgatójának legnagyobb bosszúságára. Hogy elhallgattassa a sajtót, az asszony felveszi a lányt ösztöndíjjal az iskolába. Dzsandinak esze ágában sincs az elit gimnáziumba járni, de szülei, akik nagy áldásnak élik meg az ajánlatot, hajthatatlanok. Az iskolában Dzsandi egy nap összetűzésbe kerül az F4-gyel, amikor nem hajlandó felnyalni az F4 vezetőjének, Ku Dzsunphjonak a cipőjéről a ráöntött fagylaltot és még képen is törli a nagyképű fiút. Dzsunphjo bosszút forral a lány ellen, és elhatározza, hogy megkeseríti az életét az iskolában. Attól a naptól kezdve a diákok számára a lány szabad préda. Csakhogy mindeközben Dzsandi vonzódni kezd az F4 másik tagjához, a mindig csendes, szomorkás hegedűművész Jun Dzsihuhoz, Dzsunphjo pedig lassan teljesen belehabarodik az őt semmibe vevő lányba. A történet folyamán Dzsandi is megszereti a fiút, aki lassan megváltozik, bár sokáig képtelen levetni arrogáns viselkedését. Dzsandi egyszer csak Dzsunphjo barátnőjévé válik, akaratán kívül, a fiú unszolására. Ezzel azonban megindul a lavina, mivel Dzsunphjo édesanyja, az iskola igazgatónője kizártnak tartja, hogy fia egy szegény lány iránt érdeklődjön és mindent elkövet, hogy szétválassza a párt, attól sem riad vissza, hogy tönkretegye a Dzsandi családjának megélhetését biztosító mosodát, az utcára küldve őket. Dzandi és Dzsunphjo kapcsolatát megbélyegzi az örökös harc a fiú anyjával, miközben Jun Dzsihu is a kínok kínját állja ki, hiszen végig kell néznie, ahogy a szeretett lány a legjobb barátját választja és mégsem lehet boldog. Dzsihu erőn felül mindent elkövet, hogy segítsen a lánynak, még Dzsunphjo akaratával szemben is.

## Főszereplők
- Ku Hjeszon (Kum Dzsandi, egy mosodás lánya)
- I Minho (Ku Dzsunphjo, a Sinwha Group vállalat örököse, az F4 csoport vezetője)
- Kim Hjondzsung (Jun Dzsihu, az egykori koreai miniszterelnök árva unokája, az F4 tagja)
- Kim Bom (Szo Idzsong, az F4 tagja, keramikusművész)
- Kim Dzsun (Szong Ubin, az F4 tagja, apja a kínai maffia tagja)
- Kim Szoun (Cshu Gaul, Dzsandi legjobb barátnője)

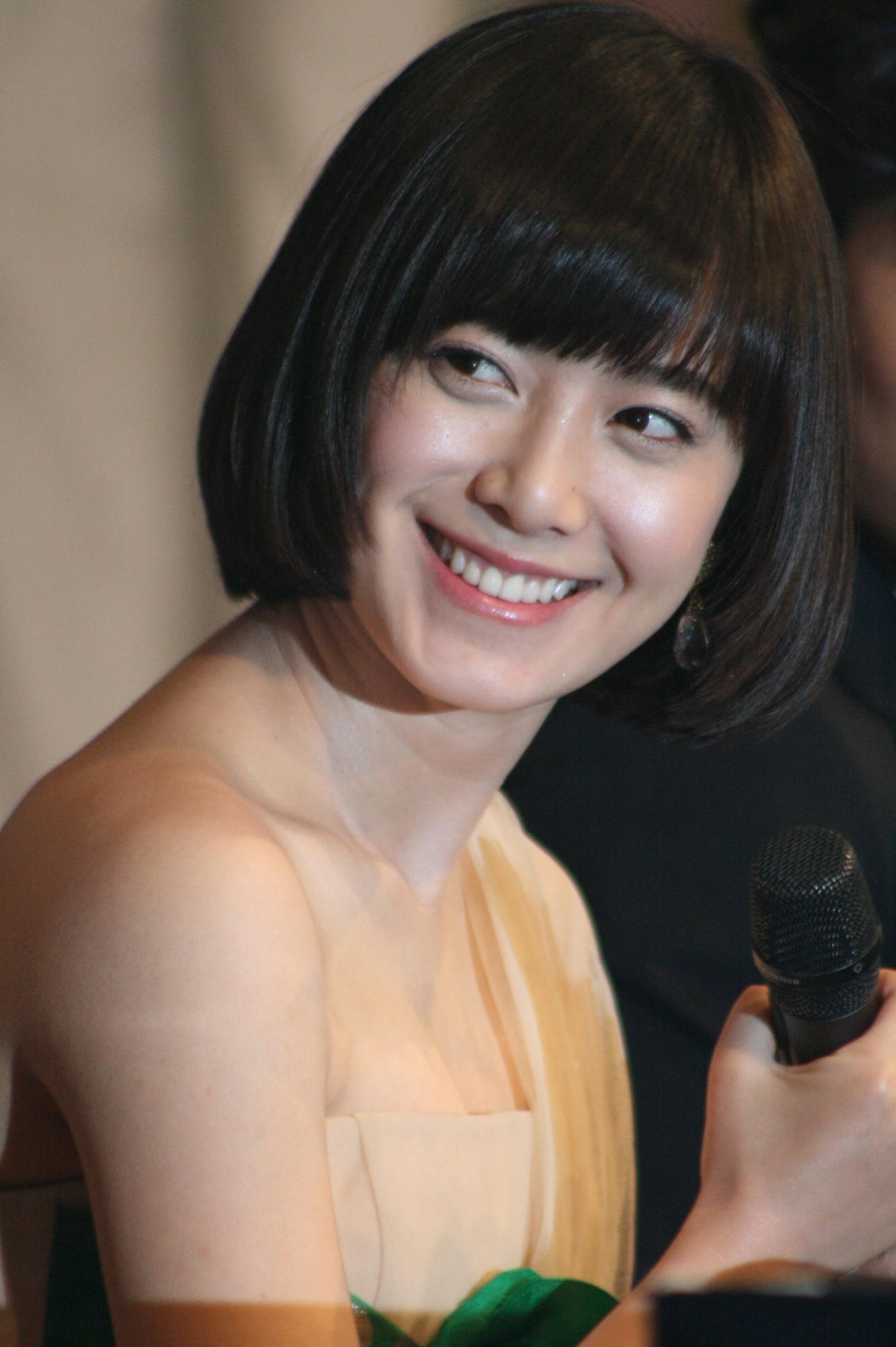
Ku Hjeszon
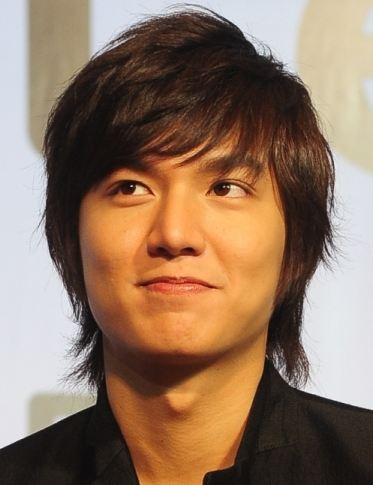
I Minho
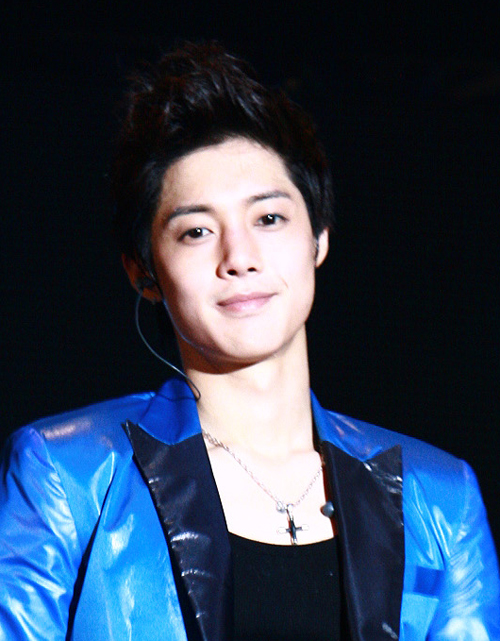
Kim Hjondzsung
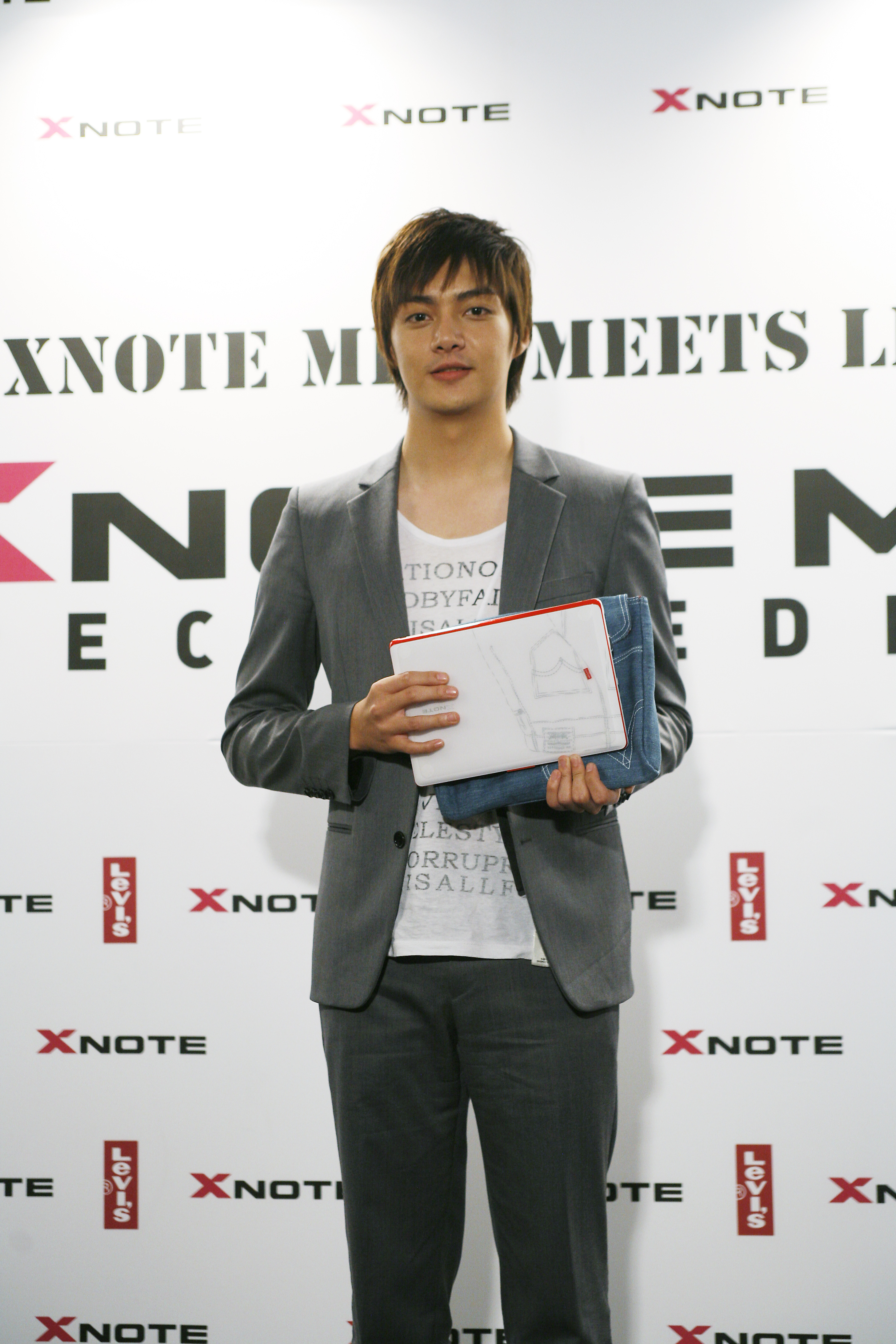
Kim Dzsun
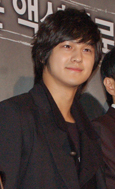
Kim  Bom
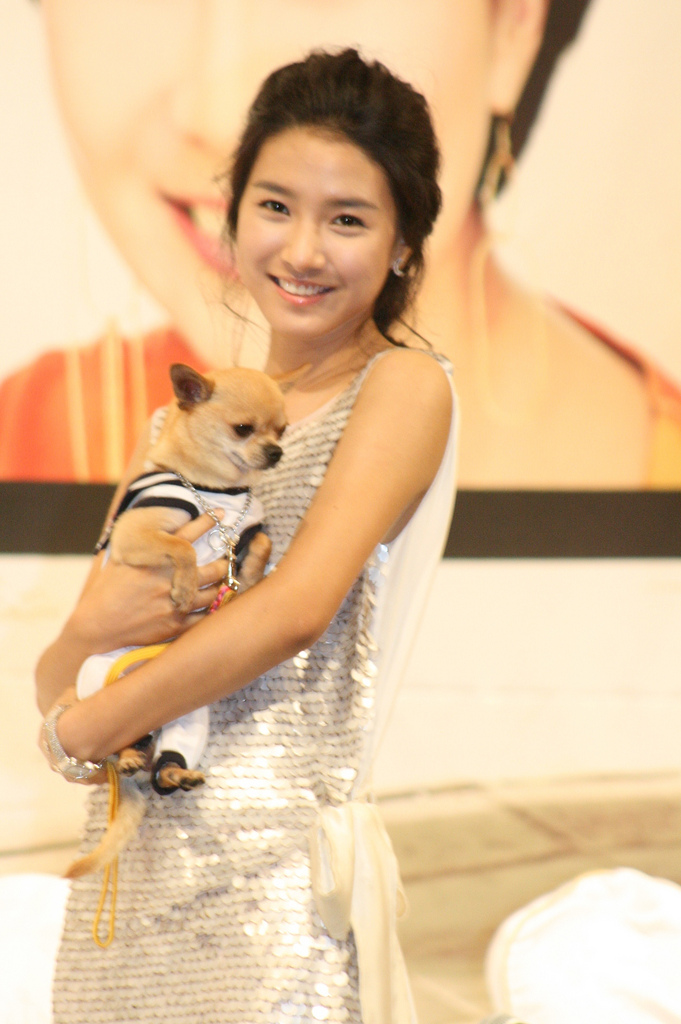
Kim Szoun